# Штаб

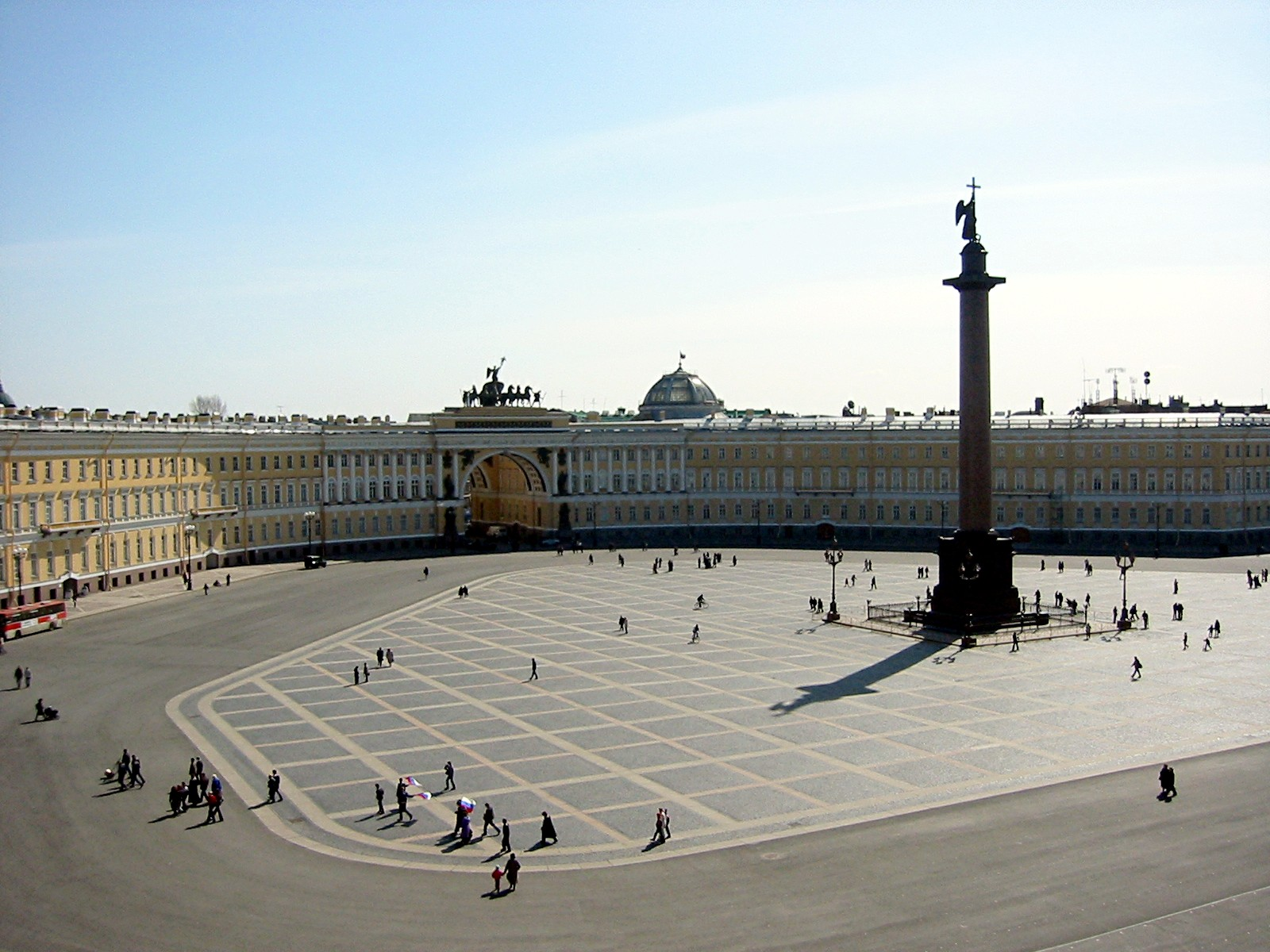
Головний будинок Головного Штабу Російської Імперії. Санкт-Петербург

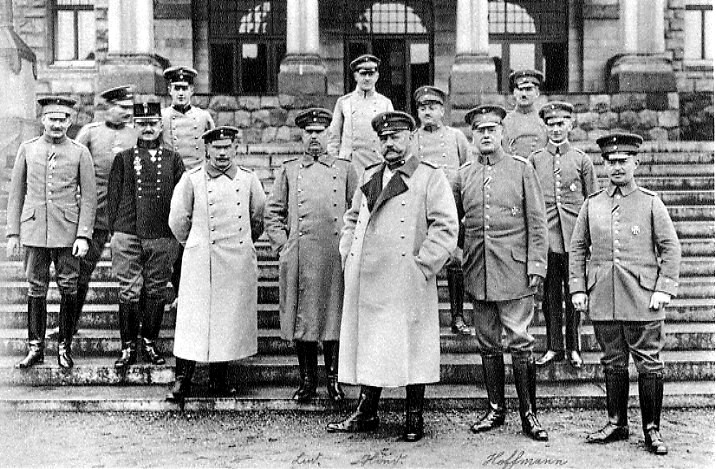
Штаб Командувача 8-ї німецької армії Гінденбурґа. Східний фронт. Осінь 1914

Штаб (нім. Stab) — орган управління військами в мирний та воєнний час. Штаб являє собою групу офіцерів і завербованого персоналу, яка забезпечує двосторонній потік інформації між командуючим офіцером і підлеглими військовими формуваннями
Основними завданнями штабу в бойовій обстановці є:
- збір, вивчення і підготовка даних для ухвалення командиром рішення;
- оформлення рішень командира наказами і розпорядженнями для передачі їх військам і перевірка виконання;
- організація взаємодії і безперервного управління боєм;
- організація бойового забезпечення, зв'язку і інше.

Штаби існують у військових підрозділах (батальйоні, дивізіоні), частинах та з'єднаннях (полках, бригадах, дивізіях) і вище в об'єднаннях.
Штаби видів Збройних сил називаються головними штабами, а штаби Збройних сил в цілому — Генеральним штабом.
У Збройних Силах деяких країн — існують також штаб Цивільної оборони, штаби родів військ і спеціальних військ.
Свою роботу штаб здійснює на основі рішень командувача (командира) і розпоряджень вищестоящого штабу. Роботою штабу керує начальник штабу (НШ), який є першим заступником командувача (командира) і має право віддавати від його імені розпорядження підлеглим військам.
Місце розташування штабу в пункті постійної дислокації або в ході ведення бойових дій називається штаб-квартирою.
В залежності від рівня штабу він має такі відділи:
Відділи штабу рівня: Батальйон, Полк.
1. Відділ особового складу "S1"
2. Відділ розвідки "S2"
3. Відділ операцій "S3"
4. Відділ логістики "S4"
5. Відділ цивільно-військового співробітництва (CIMIC) "S5"
6. Відділ зв'язку "S6"

Відділи штабу рівня: Бригада, Дивізія.
1. Відділ особового складу "G1"
2. Відділ розвідки "G2"
3. Відділ операцій "G3"
4. Відділ логістики "G4"
5. Відділ цивільно-військового співробітництва "G5"
6. Відділ зв'язку "G6"
7. Відділ бойової підготовки "(G3)"
8. Відділ фінансів "(G8)"
9. Відділ планування "G9"
10. Відділ інженерів